# David Judelovitch
David Judelovitch sau Judelevitz, Yudilovich (în ebraică: דוד יודילוביץ' sau într-o versiune ebraizată דוד יודה-לב-איש David Yuda Lev-Ish) (n. 25 iunie 1863, Iași – d. 11 august 1943, Rishon Letzion) a fost un pedagog și literat evreu din Palestina, originar din România, unul din membrii mișcării sioniste Bilu, promotor al introducerii învățământului școlar și preșcolar în limba ebraică. Discipol al lui Eliezer Ben Yehuda, Judelovitch a fost unul din primii profesori din așezarea Rishon Letzion, unde a fost un timp secretarul comitetului de conducere al localității, căreia i-a și consacrat o carte rămasă memorabilă.

## Copilăria și tinerețea
David Iudelovici sau Judelovitch s-a născut în 1863 la Iași într-o familie de evrei pioși. Tatăl său, Yaakov Yehuda era comerciant.David a învățat în copilărie în școli tradiționale evreiești: heder, și apoi beit midrash. A învățat însă și câteva limbi cu profesori particulari. Atras de ideile sioniste ale renașterii naționale evreiești în Palestina,(Eretz Israel),la vârsta de 19 ani a emigrat în Palestina, aflată pe atunci sub cârmuire otomană,împreună cu un grup de 156 de emigranți evrei care aveau să înființeze așezarea Zihron Yaakov. La început i-a urmat pe aceștia în pregrinările cu vaporul de la Jaffa la Haifa apoi la Beirut și apoi înapoi la Jaffa, după ce autoritățile otomane nu le dăduseră autorizația de a debarca în Palestina. În cele din urmă, cu sprijinul unei asociații numite Tehiyat Israel (Renașterea Israelului) fondate de Ben Yehuda și Yehiel Michal Pines, s-a stabilit împreună cu niște membri ai mișcării Bilu într-o cameră închiriată la Ierusalim, în cartierul Nahlat Hashiva, cu scopul de a-și însuși un meșteșug. Judelovitch a învățat fierăritul în făbricuța de cuțite și săbii a unui colonist "templer" german,pe nume Gottlieb, de lângă Poarta Yaffa. 
Ziua învăța meseria și muncea, iar noaptea învața împreună cu confrații de mișcare limba și literatura ebraică, pe care năzuiau sa le stăpânească, și istoria poporului evreu.
În 1886 a plecat la Paris, unde a lucrat vreme de un an și jumătate într-un atelier al companiei Nancy, și unde a urmat cursurile pe care le ținea la universitate rabinul Israel Levy.
La Paris a făcut cunoștință și cu baronul Edmond de Rothschild care sprijinea proiectul de așezare agricolă evreiască in Palestina.

## Activitatea pedagogică

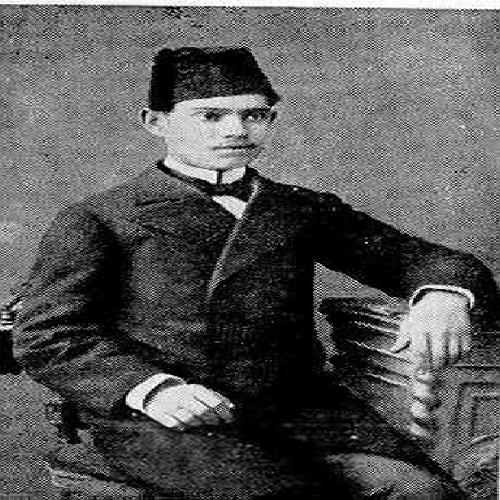
David Iudelovici la sosirea lui în Palestina otomană în 1882

Sub influența lui Eliezer Ben Yehuda, David Judelovitch a hotărât să-și consacre timpul muncii de educație și în primul rând în domeniul renașterii limbii ebraice. Intors din Paris, cu numire din partea baronului Rothshild, în anul 1888 a inceput să predea ebraica, alături de Mordehai Lubman Haviv și altii, la școala Haviv din Rishon Letzion, pe care a denumit-o „Cea dintâi școală ebraică (n.n modernă) din lume”. El a predat oficial la școala de fete, dar s-a străduit să încurajeze în rândurile elevilor uzul limbii ebraice în orice împrejurare, la joacă, pe stradă, în casa părintească ș.a.m.d. Casa lui a devenit cea dintâi casă din Rishon Letzion în care se vorbea numai ebraică. 
Misiunea lui nu era ușoară, fiindca evreii din tânăra localitate vorbeau limbile idiș, ladino, rusă și română, părinții nu erau obișnuiți cu formele mai noi de predare în școală, iar limba ebraică însăși era încă arhaică și săracă în termeni, îi lipseau încă chiar și cuvinte de uz cotidian precum „ciorapi”, „dată”, „batistă”, „indiferență” sau „seriozitate”. Lipseau până și manuale potrivite. 
Manualele în uz erau în mare măsură vechi și depășite - pentru aritmetică „Yesodey Hohmat Hashiur” de Slonimski și „Tzofnat Paneah” de Yosef Shlipiraz, pentru geografie „Glilot Haaretz” (Regiunile pământului) de Hillel Kahana și Mosdey Eretz de Kalman Shulman , pentru fizică - „Al Haèven hashoèvet , veal haharkavá veal hahafradá, veal haésh veal hamáiym”,(Despre magnet, compunere și separare, despre foc și despre apă) pentru alte știinte ale naturii „Toldot hateva” (Istoria naturii) de Shalom Yaakov Abramovich.
Cartea de pedagogie destinată profesorilor era „Emun pedagoggi” de scriitorul Avraham Mapu. 
Cadrele didactice din Rishon au început să scrie ele înseși noi manuale. Judelovitch a scris o carte de geografie și și-a redactat zi de zi lecții de știinte naturale. 
În plus a scris literatură pentru copii,a fost printre redactorii gazetei ebraice pentru copii Olam Katan (Lume mică), de asemenea a scris reportaje în ziarul lui Ben Yehuda, de asemenea în gazetele ebraice contemporane „Hamelitz”, „Hamaggid”, „Hatzfira” etc.
Cea dintâi grădiniță evreiască din Palestina (care există și în zilele noastre pe strada Shadal sub numele de Gan Alef) s-a înființat la Rishon Letzion în anul 1898- având educatoare care urmaseră un curs în Franța din inițiativa administratorilor baronului Edmond de Rothschild. Și în grădiniță a fost nevoie să se treacă la limba de predare ebraică.
Conducătoarea gradiniței și cea dintâi educatoare în limba ebraică a fost Esther Shapira,eleva lui Zudilevich, care nu urmase curs la Paris ci la Ierusalim.

## Alte activități
Judelovitch a fost vreme de cățiva ani secretarul comitetului de conducere (vaad) al localității Rishon Letzion și contabilul său. De asemenea, a fost membru în primul consiliu al cramelor „Karmel” din Rishon Letzion și Zihron Yaakov. În anul 1903 a fost trimis de consiliu în India, China și Japonia pentru a cerceta găsirea de noi pieți pentru vinurile palestiniene. 
În anii 1906-1924 a locuit la Alexandria, în Egipt, unde a fost reprezentantul cramelor Karmel Mizrahi. În Egipt a promovat învățarea limbii ebraice în scolile evreiești, inclusiv cele francofone ale Alianței Israelite Universale. 
In timpul Primului război mondial Judelovitch a reușit să recruteze sprijinul evreilor locali și al autorităților egiptene pentru primirea și ajutorarea a 11000 de evrei ce fuseseră expulzați din Palestina de către autoritățile militare otomane. 
In biroul său din Alexandria a avut loc întâlnirea care a dus la înființarea batalionului cu catâri (Zion Mule Corps) inițiat de Zeev Jabotinski care a participat în cadrul Legiunii evreiești la efortul de război britanic contra Turciei. 
Întors la Rishon Letzion în 1924, s-a ocupat cu scrierea de cărți, cu munci de editare și traduceri din franceză și germană. A colaborat la ziarele „Haaretz”, „Doar Hayom” etc precum și la gazete evreiești din Polonia și România.
De asemenea David Judelovitch a fost activ in lojile francmasonilor din Palestina (loja Heihal Shlomo din Jaffa) și din Alexandria (unde a fost președintele lojii „Socrates” pe care a reactivat-o), și a scris, între altele, despre istoria francmasoneriei în Palestina. În 1921 a fost ales într-un forum suprem al francmasoneriei franceze.
A fost căsătorit cu o elevă a sa, Tzipora, născută Freiman, fiica lui Aharon Freiman, unul din fondatorii orașului Rishon Letzion.
A murit în anul 1943 la Rishon Letzion, o lună înainte de a împlini 80 de ani.
O strănepoată a sa, Merav Judelovitch (n. 1970) este critic cultural și poetă.

## Cărți
- Cartea comerțulului și meșteșugurilor în Palestina , Varșovia 1890
- Îndeletniciri distractive pentru școlari: fabule și zicale, Ierusalim 1891
- „Culegere de articole despre istoria presei în Palestina” (Eretz Israel), Tel Aviv 1935-1936
- Rishon Letzion 1882 - 1941, 1941
- Breviar despre francmasonerie סקירה על הבניה החפשית 1943